# Balsa Grande y Balsa Pequeña
Balsa Grande y Balsa Pequeña son dos humedales ubicados en la linde entre los municipios de Used y Santed (Aragón, España), clasificados como zona especial de conservación.

## Descripción
Son dos lagunas endorreicas de carácter estacional, que forman parte del entorno extendido de la laguna de Gallocanta. La balsa grande es de agua dulce y con un carácter más permanente, mientras que la balsa pequeña es de agua salada y desaparece estacionalmente. Como otras lagunas estacionales en la zona, su entorno tiene un carácter salino, que genera a su alrededor un ecosistema de matorral halófilo con especies como Narcissus triandrus, Salicornia patula, Scirpus maritimus, Puccinellia pungens y Ruscus aculeatus.
El humedal es un refugio local para especies de anfibios (Alytes obstetricans, Epidalea calamita y Pelobates cultripes) y un abrevadero para mamíferos como el jabalí. Más allá, el espacio es especialmente relevante como un refugio para las aves pues las poblaciones alrededor del espacio de Gallocanta también visitan este humedal, registrándose veintinueve especies de aves en el mismo.
Dado su interés para la preservación de la biodiversidad dieciséis hectáreas abarcando las balsas y el espacio circundante fueron designadas como lugar de importancia comunitaria (LIC) y posteriormente como zona especial de conservación (ZEC). Forma así parte de un conjunto para la preservación de la fauna regional que incluye la Zona de Especial Protección para las Aves Montes de la Cuenca de Gallocanta, la Reserva natural dirigida de la Laguna de Gallocanta y estos humedales.